# Goga Kikatscheischwili
Goga Kikatscheischwili (georgisch გოგა კიკაჩეიშვილი, wiss. Transliteration goga kikač̕eišvili; * 31. August 1991) ist ein georgischer Fußballschiedsrichter.
Kikatscheischwili leitet seit 2016 Spiele in der georgischen Erovnuli Liga und hatte in dieser bereits etwa 150 Einsätze.
Seit 2020 steht Kikatscheischwili auf der Liste der FIFA-Schiedsrichter und leitet internationale Fußballspiele. Seit der zweiten Hälfte der Saison 2024/25 zählt er zur Gruppe der UEFA-First-Category-Schiedsrichter, der zweithöchsten Schiedsrichter-Kategorie.
In der Saison 2021/22 leitete Kikatscheischwili erstmals ein Spiel in der Conference League. Darüber hinaus hatte er Einsätze in der Qualifikation zur Champions League, jedoch noch nicht im Hauptwettbewerb. Zudem pfiff er bereits Partien in der Nations League, in der EM-Qualifikation für die Europameisterschaft 2024 sowie weitere Qualifikations- und Freundschaftsspiele.